# Saleh Meki
Saleh Meki (1948 - 2 oktober 2009) was een Eritrees politicus en minister.
Meki was lid van het Bevrijdingsfront van het Eritrees Volk tijdens de Eritrese Onafhankelijkheidsoorlog. Hij kreeg een verplegersopleiding in de Verenigde Staten en keerde na het einde van de onafhankelijkheidsoorlog tegen Ethiopië terug naar Eritrea. Hij werd de eerste minister voor maritieme grondstoffen na de onafhankelijkheid van Eritrea.
Naarmate het bewind steeds meer autocratisch werd, verslechterde de verhouding tussen Meki en president Isaias Afewerki. Saleh Meki overleed in oktober 2009 direct na een lunch met president Isaias Afewerki.